# Tiento
Der Tiento (von spanisch tentar „betasten, suchen, versuchen, verführen“; ähnlich den italienischen Begriffen Ricercar und Toccata) oder Tento (portugiesisch) ist eine Bezeichnung für verschiedene musikalische Formen, die in der iberischen Musik vor allem für Tasten- und Zupfinstrumente über Jahrhunderte gebräuchlich war.

## Der frühe Tiento
Der frühe Tiento war eine Fixierung freier Improvisationen (Vgl. Fantasia).
Zu dieser Frühform zählen die spieltechnisch anspruchsvollen vier Tientos für Vihuela von Luis de Milán (1535/36), im Original (Libro VII des „El maestro“) als „Tentos“ (Tiento III und IV) bzw. „Fantasías tentas“ (Tiento I und II) bezeichnet. Auch Miláns Fantasías de consonancias y redobles, als Etüden konzipierte „Fantasien über das Akkord- und Skalenspiel“, entsprechen mit ihren expliziten Anweisungen zu einer flexiblen und gleichsam improvisatorischen Tempogestaltung dem Tiento-Typus. Von geringem Umfang, aber von notationstechnischem Interesse ist der Tiento IX para harpa u órgano (Tiento für Harfe oder Orgel, notiert in einem 14-zeiligen Tabulatursystem) von Alonso Mudarra (Sevilla 1546), hier eingespielt auf einem Spinett:
Klangbeispiel 1,32 MBⓘ
Im Frühbarock bezeichnet der Begriff Tiento ein kontrapunktisches Orgelstück im Stil der intabulierten Vokalpolyphonie, jedoch oft mit besonders langen Diminutionen, den Glosas.

## Der Tiento de medio registro

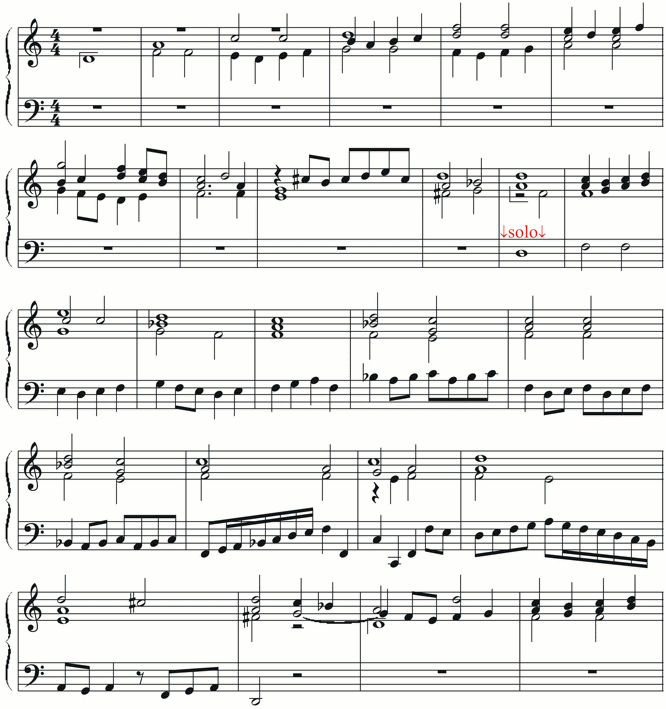
Anfang des „Tento de registo baixo de 1.° tom“ von Sebastián Aguilera de Heredia; einstimmiges Basssolo mit drei Begleitstimmen

Eine besondere Form des Tiento stellt der Tiento de medio registro (span.) oder Tento de meio registo (port.) dar, der Tiento für geteiltes Register. Diese Form des Tiento konnte sich nur wegen der einheitlichen Teilung der Manuale der iberischen Barockorgeln zwischen c' und c#' entwickeln, sich andererseits aber auch nur dort durchsetzen. Bei diesen Tientos werden ein oder zwei Solostimmen gegen zwei oder drei Begleitstimmen gestellt, indem Diskant- und Basshälfte des Manuals unterschiedlich registriert werden.
Für die Solostimme(n) kommt praktisch jede Soloregistrierung in Frage, die sich klanglich deutlich genug von den Begleitstimmen abhebt, für die Begleitstimmen eher Prinzipale oder Gedackte. Längere Stücke können auch in mehrere Abschnitte unterschiedlicher Taktarten unterteilt sein, z. B. mit Wechsel vom binären zum ternären Takt (Tripla). In solchen mehrteiligen Tientos gibt es oft die Gelegenheit zum Umregistrieren der Solo- aber auch der Begleitstimme(n). Ebenso kann ein vorher einstimmiges Solo danach zweistimmig weiter geführt werden.

### Registrierungsbeispiele
Für die Registrierungen von Tientos gibt es so gut wie keine Quellen. Die hier aufgeführten Beispiele sind auf spanischen Orgeln der Zeit realisierbar.
Die Klangbeispiele aus Tientos von Francisco Correa de Arauxo wurden eingespielt an der Orgel von 1765 der Kirche San Juan Bautista zu Marchena.

#### Diskantsolo
Denkbare Registrierungen für Tientos de medio registro mit Diskantsolo (de mano derecha, de tiple, alto) sind:
- Corneta VI (Kornett 8' 6f.); Bass: Flautado (Prinzipal 8')
- Clarín batalla (Horizontaltrompete 8'); Bass: Flautado, Octava, Quincena, Diezynovena (Prinzipale 8'+4'+2'+11/3')
- Flautado, Diezynovena (Prinzipal 8', Quinte 11/3'); Bass: Tapado violón (Gedackt 8')
- Flautado, Octava, Quincena, Diez y novena, Lleno (Prinzipale 8'+4'+2'+11/3', Mixtur); Bass: Flautado, Otava
Klangbeispiel 913 kBⓘ/?

#### Basssolo
Denkbare Registrierungen für Tientos de medio registro mit Basssolo (de mano izquierda, de bajón, de baxón) sind:
- Trompeta real, Bajoncillo (innere Trompete 8', Horizontaltrompete 4'); Diskant: Flautado, Octava, Docena, Quincena, Lleno (Prinzipale 8'+4'+22/3'+2', Mixtur)
- Trompeta real (innere Trompete 8'); Diskant: Flautado (Prinzipal 8')
Klangbeispiel 901 kBⓘ/?
- Octava nasarda; Docena; Quincena; Diezisetena (Flöte 4' + Quinte 22/3' + Oktave 2'+ Terz 13/5'); Diskant: Flautado (Prinzipal 8')
- Doppeltes Basssolo: Orlos (Regal 8'); Diskant: Tapado violón, Tapadillo (Gedackte 8'+4')

### Komponisten
Tientos de medio registro sind unter anderem von folgenden Komponisten überliefert:
- Sebastián Aguilera de Heredia (1561–1627)
- Antonio de Cabezón (1510–1566)
- Francisco de Peraza (1564–1598)
- Francisco Correa de Arauxo (1584–1654)
- Pablo Bruna (1611–1679)
- Gabriel Menalt († 1687)
- Andrés de Sola (1634–1696)
- Francisco Espelt (ca. 1650–1712)
- Sebastián Durón (1660–1716)
- Bartolomeo de Olague (17. Jhd.)
- Pedro de San Lorenzo (17. Jhd.)
- Diogo da Conceição (17. Jhd.)
- Pedro de Araújo (17. Jhd.)
- Juan Baseya (17. Jhd.)
- Juan Bautista José Cabanilles (1644–1712)

## Der späte Tiento
Bei einigen der Tientos von Juan Cabanilles handelt es sich um mehrteilig angelegte Formen, deren Abschnitte bereits der mitteleuropäischen Fuge sehr nahekommen.
Antonio Soler schließlich benutzt den Begriff intento (span.: Versuch) für seine frühklassischen Fugato-Sätze.

## Adaptionen in der Musik des 20. Jahrhunderts
- Maurice Ohana (1913–1992) – 1955 Tientos für Gitarre
- Hans Werner Henze (1926–2012) – 1958 Drei Tentos aus der Kammermusik 1958 über die Hymne „In lieblicher Bläue“ für Gitarre solo
- Manuel Castillo (1930–2005) – 1972 Preludio, tiento y chacona für Orgel
- Ernesto Halffter (1905–1989) – 1973 Tiento für Orgel